# Provençana (métro de Barcelone)
Ne doit pas être confondu avec Provença (métro de Barcelone).
Provençana est une station de la ligne 10 du métro de Barcelone.

## Histoire
La station entre en service le 2 mars 2019, six mois après l'ouverture de la trame sud de la ligne 10.